# 7 dollari sul rosso
7 dollari sul rosso è un film del 1966, diretto da Alberto Cardone. Sceneggiatura di Melchiade Coletti (Alias Mel Collins) e Arnaldo Francolini.

## Trama
Mentre Johnny Ashley è lontano, la banda di Jack Wilson detto lo Sciacallo assalta la sua fattoria uccidendo tutti, compresa sua moglie. Alla strage sopravvive solo è il figlioletto Jerry che lo Sciacallo decide di portare con sé per crescerlo come se fosse il proprio figlio. Al suo ritorno Johnny giura di ritrovarlo e di vendicare la moglie assassinata. Molti anni dopo l'uomo si è trasformato in un giustiziere famoso per la sua spietatezza mentre il piccolo Jerry si è fatto grande, allevato dallo Sciacallo che lui crede suo padre, ed è diventato un bandito violento, freddo e cinico.
Le strade dei due si incontrano per caso a Wishville, una cittadina nel mirino della banda dello Sciacallo. Senza riconoscersi in momenti diversi ciascuno dei due salva la vita all'altro. Johnny è stanco ed ormai sfiduciato da una caccia che dura da anni senza risultati, ma non vuole mollare. Seguendo i consigli della sua vecchia amica Emily, accetta di affiancare lo sceriffo nella gestione dell'ordine della cittadina. Proprio nel corso di un fallito assalto alla banca Johnny uccide lo Sciacallo. Jerry lo sfida a duello per vendicare quello che crede suo padre. Prima che i due uomini si incontrino Johnny viene a conoscenza della vera identità dell'uomo che ha di fronte. Padre e figlio si affrontano così in un drammatico duello che viene deciso dal destino.